# Dreikönigschule

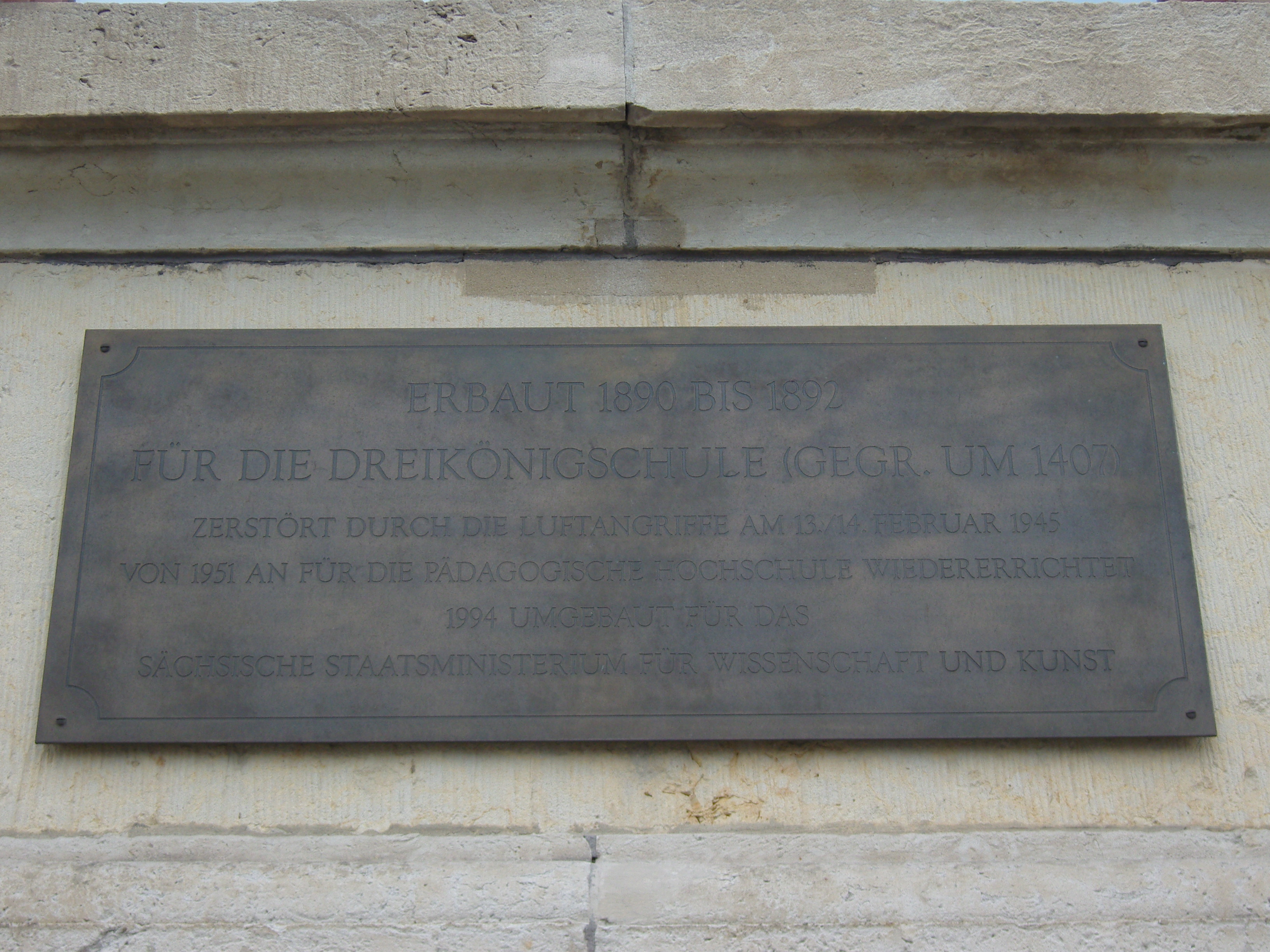
Gedenktafel am heutigen Sächsischen Staatsministerium für Wissenschaft und Kultur – letzter Standort der Schule

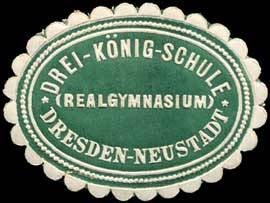
Siegelmarke Realgymnasium – Drei-König-Schule – Dresden-Neustadt

Die Dreikönigschule war das Realgymnasium im Dresdner Stadtteil Neustadt. Dabei handelte es sich um die älteste Schule in Altendresden.

## Geschichte

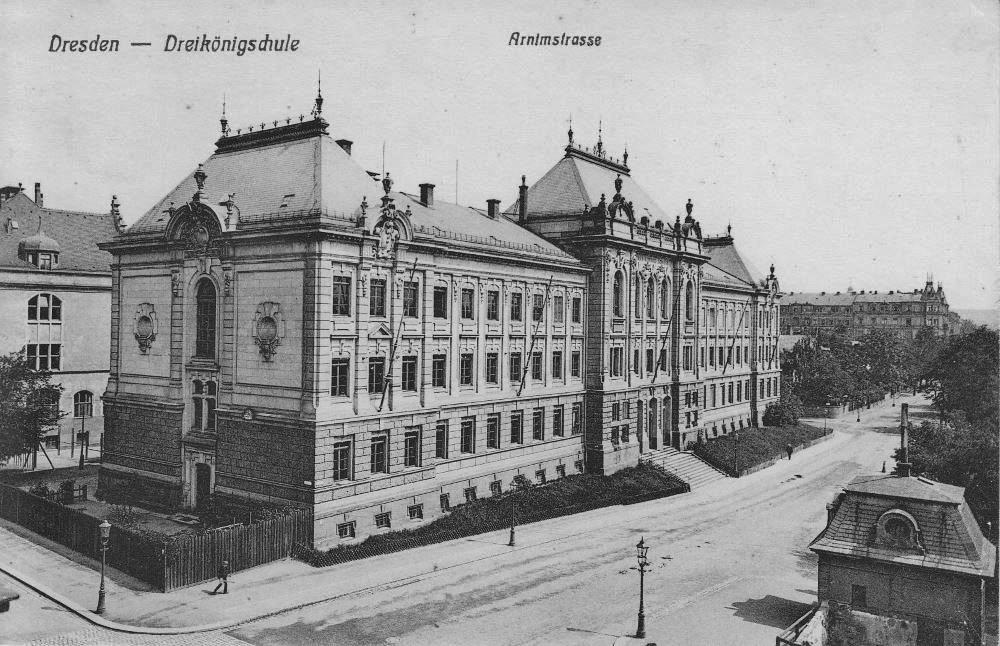
Schulgebäude in der Wasserstraße (heute Wigardstraße)

Im Jahr 1495 wurde die Schule erstmals urkundlich erwähnt. Vermutlich wurde sie bereits vorher als Pfarrschule der Dreikönigskirche gegründet. Kirche und Schule unterstanden dem Augustinerkloster. Nach der Reformation entwickelte sich die Schule als Lateinschule weiter. Das Schulhaus befand sich in unmittelbarer Nähe der Dreikönigskirche. Aus diesem Grunde erhielt bereits im 16. Jahrhundert ein Teil des Rathausgäßchens, das vom Neustädter Rathaus zur Kirche führte, den Namen Schulgäßchen.
Neben dem Schulmeister (Rektor), der bis zur Mitte des 16. Jahrhunderts 
Stadtschreiber von Altendresden war, wurden 1543 der Kantor und 1544 der Organist (Baccalaureus oder Tertius) erwähnt.
Im Jahr 1670 gab es an der Schule mehr als 130 Schüler. Der große Stadtbrand von 1685 zerstörte die Schule; sie wurde danach an gleicher Stelle wieder aufgebaut. Im Jahr 1803 wurde die Schule in eine Höhere Bürgerschule umgewandelt. Rektor Friedrich August Beger wandelte die Schule 1845 in eine Realschule um. Unter Beger wurde 1851 das Recht erworben, Reifeprüfungen abzulegen. Er sorgte auch dafür, dass anstelle von Griechisch und Hebräisch die Fächer Mathematik, Naturwissenschaften und Französisch unterrichtet wurden.
Im Jahr 1854 wurde durch Karl Eberhard ein Neubau in der Königstraße errichtet. 327 Schüler besuchten in diesem Jahr die Schule. Das alte Schulgebäude in der Nähe der Dreikönigskirche wurde abgerissen, und an seiner Stelle errichtete man das Hotel „Zum Kronprinz“.
Bereits im Jahr 1874 war dieser Neubau zu klein, sodass Bruno Adam und Georg Schramm einen weiteren Neubau für die Schule errichteten. Der neue Standort war in der Wasserstraße. Später wurde die Straße in Arminstraße umbenannt. Heute trägt sie den Namen Wigardstraße. 1895 wurde die Dreikönigschule das erste Reformrealgymnasium Sachsens. Das Adressbuch 1943 verzeichnete die Schule als Städtische Oberschule für Jungen in der Arnimstraße in Dresden-Neustadt.
Ab 1927 nutzte die Schule das schuleigene Landheim in Hetzdorf-Herrndorf für vierzehntägige Schulausflüge. Nach der Schließung der Rudolf-Steiner-Schule in der Jägerstraße durch die nationalsozialistische Kultusverwaltung übernahm die Dreikönigschule eine erhebliche Anzahl ihrer Schüler und einige der Lehrer.
Bei den Luftangriffen auf Dresden im Februar 1945 wurde das Schulgebäude zerstört.
Das 1992 gegründete Gymnasium Dreikönigschule Dresden in der Louisenstraße wurde nach der Dreikönigschule benannt.

## Entwicklung der Schülerzahlen
| Schülerzahl | über 130 | 327 | 430 | 580 | 624 |

## Schüler
Karl Wilhelm Baumgarten-Crusius, der spätere Rektor der Fürstenschule Meißen, der Publizist und Kunsthistoriker Paul Schumann, der Agrarwissenschaftler Bruno Steglich, der Japanologe Horst Hammitzsch, der Architekt Peter Neufert, der Textil- und Bekleidungswissenschaftler und spätere Rektor der Höheren Fachschule für Textil- und Bekleidungsindustrie Berlin Ernst-Richard Flemming sowie die Professoren der Technischen Hochschule Dresden Kurt Beyer, Reinhard Hugershoff und Heinz Schönfeld besuchten die Dreikönigschule. Zu den Schülern zählten Wolfgang Klien und Herbert Gute, der Oberbürgermeister der Stadt Dresden von 1946 bis 1958. Die Archäologin Elvira Fölzer erlangte an der Schule im Alter von 31 Jahren die Hochschulreife, nachdem Frauen dies ermöglicht worden war.

## Nachfolgebau
Im Jahr 1951 wurde am letzten Standort der Dreikönigschule das Institutsgebäude der Pädagogischen Hochschule in Dresden errichtet. Über dem Haupteingang befinden sich zwei von Rudolf Löhner 1952 geschaffene Sandsteinfriese, die Szenen aus dem Bereich der Bildung zeigen.
Seit 1994 ist das Sächsische Staatsministerium für Wissenschaft und Kunst in diesem Gebäude untergebracht. An die Schule erinnert eine Gedenktafel am Gebäude.